# Groupement professionnel des métiers de la sécurité électronique
Le Groupement professionnel des métiers de la sécurité électronique (GPMSE) est un groupement professionnel des entreprises de sécurité œuvrant dans le domaine de la sécurité électronique (installateurs d'alarmes, télésurveilleurs) en France.

## Organisation
Le groupement est scindé en trois commissions :
- la commission télésurveillance
- la commission vidéosurveillance
- la commission contrôle d'accès